# Alligazione
L'alligazione è il procedimento di preparazione di una qualsiasi lega metallica. Esso consiste nello sciogliere gli elementi che formeranno la lega aggiungendoli a poco a poco, ancora allo stato solido, al metallo base (cioè quello che risulterà con la concentrazione più elevate) portato precedentemente allo stato liquido; in tal modo i metalli si omogenizzeranno fra loro. Ogni elemento aggiunto al metallo base è detto alligante (oppure elemento di lega o elemento di aggiunta) e, spesso, si tratta di un altro metallo (bisogna ricordare, però, che una lega metallica è la combinazione di due o più elementi di cui almeno uno è un metallo).

## Alligazione negli acciai
Negli acciai l'alligazione è uno dei meccanismi di rafforzamento che consiste nell'aggiunta di elementi (detti "alliganti") a reticoli cristallini di ferro, carbonio, argento eccetera. Tali elementi tendono a distorcere il reticolo del solvente, ostacolando il moto delle dislocazioni e offrendo dunque una maggiore resistenza al materiale. I fattori da cui dipende l'effettivo incremento di resistenza sono l'entità di distorsione del reticolo provocata dal soluto e il grado di solubilità degli elementi aggiunti; ne consegue che il fattore principale è la differenza tra le dimensioni degli atomi del solvente e quelli del soluto.